# Miguel de Zalba
Miguel de Zalba  (Pamplona, cerca de 1374 – Mônaco, 24 de agosto de 1406) foi um pseudocardeal navarro da Igreja Católica, que foi bispo de Pamplona.

## Biografia
Natural de Pamplona, Miguel seguiria os passos do tio, Martín de Zalba, também bispo e cardeal de Pamplona, que morreu em 28 de outubro de 1403. Em 1386 já era bacharel em decretos e gozava de dois priorados (na Espanha e na França) e dois benefícios (Peralta e Falces). Um ano antes de receber a dignidade episcopal, obteve o doutorado em utroque iure, tanto em direito canônico como civil, na Universidade de Bolonha.
Foi cônego do capítulo da catedral de Segóvia em 1390. Quatro anos depois, em 1394, foi cônego dos capítulos das catedrais de Tudela, Segóvia e Calahorra, racionero de Peralta e pároco de Sara. Também foi professor de direito na Universidade de Avinhão.
Foi criado cardeal pelo Papa de Avinhão Bento XIII no Consistório de 9 de maio de 1404, em Avinhão, recebendo o título de cardeal-diácono de São Jorge em Velabro. Nessa ocasião, Bento XIII concedeu-lhe os benefícios que estavam vagos por causa da morte de seu tio, sendo também o administrador apostólico de Pamplona.
Apesar de ser o chefe da sé de Pamplona, Miguel optou por permanecer próximo do Papa, delegando suas funções a dois vigários gerais: o arquidiácono da mesa, seu homônimo Miguel de Zalba, e o arquidiácono de Valdonsella, García de Aibar. Esta ausência poderia ter sido uma fonte de atrito com os reis de Navarra; no entanto, as relações não poderiam ter sido mais cordiais. De fato, o próprio Miguel contribuiu com 1500 florins para as despesas da viagem que Carlos III empreendeu em 1404 à França a fim de resolver seus assuntos patrimoniais, ocasião em que pediu ao Papa a categoria de sé metropolitana para Pamplona. O projeto não foi realizado, dadas as circunstâncias do cisma.
Com a sé vacante de Pamplona, o monarca navarro Carlos III optou pela candidatura de seu filho bastardo Lancelotus de Navarra, notário apostólico, arquidiácono de Calahorra e sacristão de Vic e que mais tarde se tornaria Patriarca latino de Alexandria, embora Bento XIII tenha finalmente optado por conceder a mitra a Miguel de Zalba. Assim, foi eleito bispo de Pamplona, sucedendo seu tio, em 25 de maio de 1406.
Ele era o único cardeal que acompanhava o Papa Bento XIII em sua viagem à Itália (1405-1406), que precisou ser modificada diante das notícias que chegaram em relação à pandemia na costa franco-italiana. Acabou por morrer quando estava em Mônaco, em 24 de agosto de 1406. O seu corpo foi transportado para Nice e sepultado na igreja de Saint Franc e mais tarde, seus restos mortais foram transferidos para o Mosteiro Cartuxo de Sainte-Marie de Bon Pas, em Avinhão e enterrado ao lado do túmulo de seu tio.